# Fausto Silipo
Fausto Silipo (Catanzaro, 13 febbraio 1949) è un allenatore di calcio ed ex calciatore italiano, di ruolo difensore.

## Caratteristiche tecniche

### Giocatore
Terzino destro, era bravo nei calci piazzati.

## Carriera

### Giocatore

Silipo agli esordi con il Catanzaro nel 1971

Da giocatore ha esordito con il Catanzaro, il Genoa e il Palermo; con quest'ultimo è giunto in finale di Coppa Italia nel 1978-1979, poi perdendo con la Juventus. Ha collezionato complessivamente 65 presenze in Serie A e 267 presenze e 15 reti in Serie B, arrivando finalista di Coppa Italia in un'occasione. In massima serie ha disputato tre campionati, due col Catanzaro e uno col Genoa.
Chiude la carriera al Cosenza e al Castrovillari.

### Allenatore
Inizia nel Castrovillari, in veste di allenatore-giocatore. Successivamente approdò alla Palmese, nel Campionato Interregionale 1984-1985, ottenendo il 7º posto finale. Dopo allena per un biennio nel settore giovanile del Catanzaro, per poi essere promosso alla guida della prima squadra nel 1989-1990, in cui non riesce a evitare la retrocessione dalla Serie B alla Serie C1.
Siede sulla panchina del Licata per il biennio 1990-1992 in terza serie, disputando dei tranquilli campionati, anche se nell'ultimo anno la squadra retrocede in Serie C2 per illecito sportivo. Passa al Cosenza in Serie B, per altri due anni, rispettivamente 7º e 10º posto finale. Viene ingaggiato dall'Acireale, sempre in B, non riuscendo a raggiungere l'obbiettivo salvezza per un punto. Inizia la stagione 1995-1996 al Cosenza; dopo tre partite (un pari e due sconfitte) è esonerato e sostituito da Bortolo Mutti. Va alla Cremonese la stagione seguente, venendo esonerato il 5 novembre 1996 a causa dell'ultimo posto in classifica (una vittoria, un pari, sette sconfitte). Scende in Serie C1, allenando il Siena, il Crotone, la Juve Stabia (retrocessione in C2), la Viterbese (esonerato e sostituito da Virdis) e il Sora.
È il trainer di Sanremese, Pro Vasto e Rende (esonerato il 1º novembre 2006 a causa dell'ultimo posto in classifica) rispettivamente, in Serie D e in Serie C2 due volte.
Nel 2007 è stato commissario tecnico della nazionale italiana di beach soccer.
In seguito è tornato al Catanzaro, in Serie C2 2007-2008, venendo esonerato il 24 settembre 2007, dopo 5 gare con risultati deludenti. Nel 2008, successivamente, è tornato sulla panchina della Viterbese, venendo nuovamente esonerato a stagione in corso.
Il 18 dicembre 2012, é ingaggiato alla guida tecnica del Matera in Serie D. Il 2 marzo 2013, dopo otto gare (sei vittorie e due sconfitte), é esonerato, sostituito con Marcello Chiricallo. Nel dicembre 2014 diviene allenatore dalla società maltese Vittoriosa Stars Football Club per lasciare l'incarico dopo alcune settimane.
Dal dicembre 2015 è commissario tecnico delle selezioni Under-16 e 17 della Lega Nazionale Dilettanti.

## Palmarès

### Giocatore
- Coppa Anglo-Italiana: 1

Cosenza: 1983